# Río Frío (Jaén)
El río Frío es un río del sur de la península ibérica perteneciente a la situado en la cuenca hidrográfica del Guadalquivir, que discurre por la provincia de Jaén (España). 

## Curso
Nace en la sierra de la Pandera, en el término municipal de Los Villares. En el núcleo urbano de este municipio se le une el río Eliche. Tras atravesar una zona de cañones se une al río Quiebrajano en el Puente de la Sierra formando el río Jaén que va a desembocar en el río Guadalbullón, afluente a su vez del Guadalquivir.